# Kärsepölen

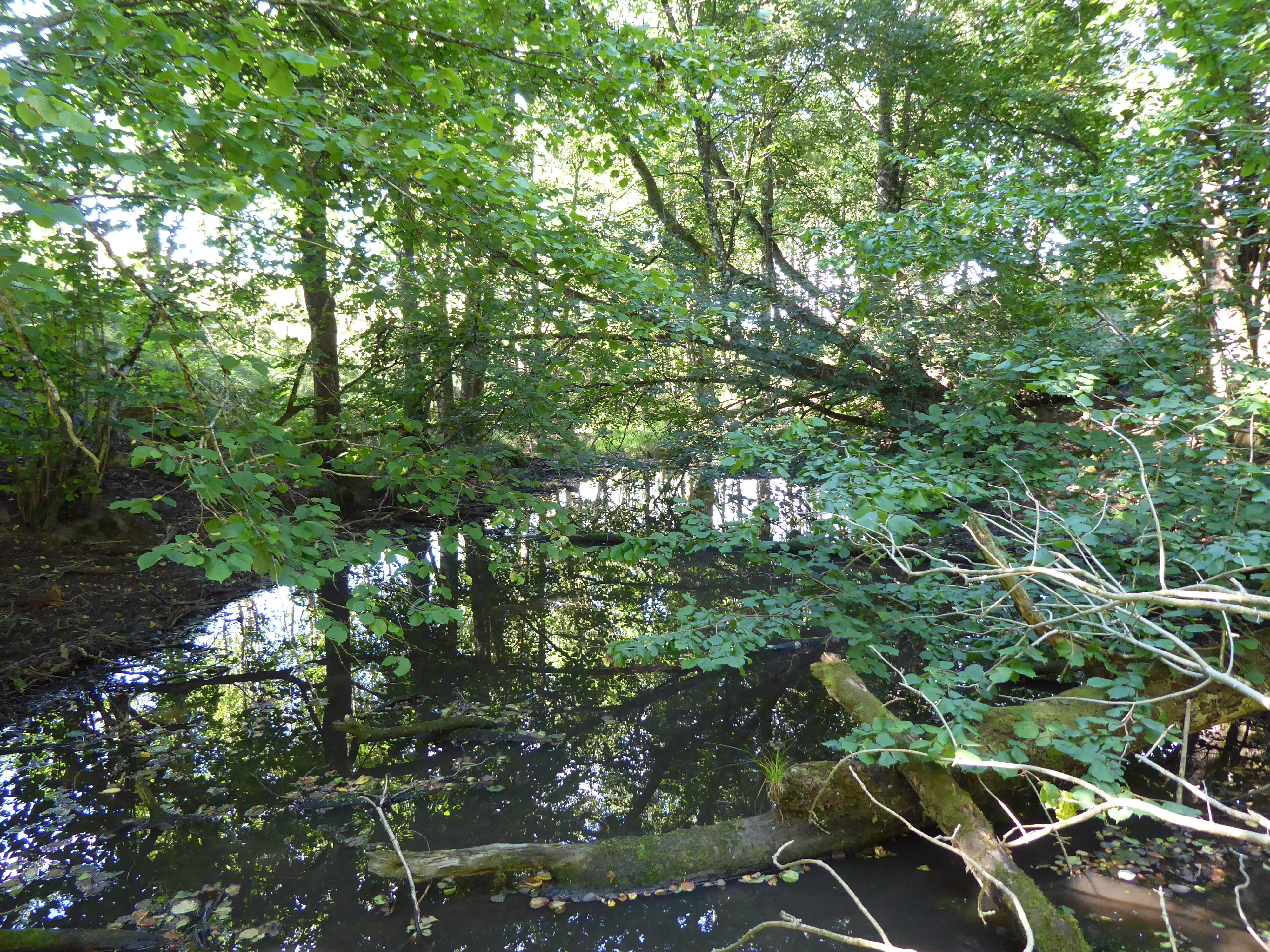
Kärsepölens utlopp i augusti 2025

Kärsepölen är en damm i västra Gunnilse belägen norr om länsväg 190. Dammen är rik på djurarter och runt dammen växer även många olika växtarter. Ett ras inträffade år 1730 väster om Angereds gård och därav bildades dammen.